# 's Gravenkasteel (Lippelo)
Het Gravenkasteel is een kasteel in het Belgische dorp Lippelo.
Het kasteel werd in de periode 1662-1664 gebouwd in opdracht van baron Jacob Ferdinand de la Pierre, heer van Fay, als uitbreiding van het toenmalige "Hof Ten Damme".
Het Gravenkasteel dankt zijn benaming aan de adellijke familie van de graven van Salm, dewelke het kasteel zo'n 80 jaren bewoonden tijdens de 18de eeuw. In de loop der jaren veranderde het kasteel meermaals van eigenaar. In het jaar 1895 werd het kasteel verkocht aan mevrouw Mathilde Maria Moretus De Bouchout-Geelhand.
Deze laatste liet het kasteel in 1902 volledig renoveren.
In 1914 werd het, toen deels vernieuwd, kasteel beschoten vanuit het fort van Bornem. Het kasteel raakte zwaar beschadigd en werd vanaf 1916 heropgebouwd.
Op 5 oktober 1927 werd het Gravenkasteel verkocht aan de naamloze vennootschap "l'Auxiliaire du Progrès", dewelke er met de nv Avicola een kippenkwekerij oprichtte.

## Woon- en zorgcentrum Gravenkasteel
Sedert 1963 verhuurde de nv het kasteel aan Willy De Maegd. Deze bood tijdens de eerste jaren onderdak en verzorging aan 32 bejaarden in de kamers van het kasteel.
Op 14 oktober 1965 kocht de familie De Maegd het Gravenkasteel en liet er in 1968 een verpleegtehuis bouwen in de tuin van het kasteel.
De familie De Maegd verkocht het tehuis aan de in 2004 opgerichte groep Soprim@.
In 2010 begon een grondige vernieuwing van het Woonzorgcentrum. Een nieuwbouw werd opgetrokken en alle oude gebouwen werden gesloopt. Deze verbouwing verliep in fases, zodat er geen bewoners dienden te verhuizen naar andere zorgcentra. De voltooiing van de gebouwen vond plaats in 2012.
Het huidige woon- en zorgcentrum Gravenkasteel bezit 200 kamers.